# Cédric Hengbart
Cédric Hengbart, né le 13 juillet 1980 à Falaise (Calvados), est un ancien footballeur français évoluant au poste d'arrière droit.

## Biographie

### Débuts au SM Caen
Natif de Basse-Normandie, le joueur d'1,83 m est repéré par le Stade Malherbe alors qu'il joue à l'USON Mondeville, dans la région caennaise, en Championnat de France amateur. Il est alors étudiant et un pilier de l'équipe de France universitaire. Il signe à l'été 2001, à 21 ans, en même temps que Nicolas Seube qui deviendra son alter ego côté gauche de la défense normande. Il dispute son premier match en deuxième division avec le SM Caen le 18 août 2001. Grâce à ses qualités mentales, sa vitesse et une bonne technique, il devient rapidement un titulaire régulier de l'équipe première, au poste d'arrière latéral droit.
Devenu un cadre de l'équipe, il découvre la Ligue 1 lors de la saison 2004-2005. Il dispute son premier match dès la première journée lors de la réception du FC Istres le 7 août 2004, et inscrit son premier but la semaine suivante sur le terrain du Paris Saint-Germain. Malgré la descente, il reste au club et prolonge son contrat avec le SM Caen. Remontés deux ans plus tard, les Caennais obtiennent quelques bons résultats et terminent à une inattendue 11e place.

### AJ Auxerre
Souhaitant changer de région, il demande son transfert aux dirigeants caennais et s'engage finalement avec l'AJ Auxerre pour la saison 2008-2009, où il s'impose très vite comme titulaire.
Considéré comme l'un des défenseurs latéraux les plus offensifs de Ligue 1, il réalise un doublé lors de la dernière journée du championnat de Ligue 1 de la saison 2009-2010 contre le FC Sochaux Montbéliard. C'est lui qui envoie ainsi l'AJ Auxerre en Ligue des Champions et il grimpe à la deuxième place des buteurs du club de la saison.
En début de saison suivante, il marque un nouveau but décisif lors du tour préliminaire de la Ligue des Champions face au Zénith Saint-Pétersbourg, contribuant ainsi largement à la qualification des Bourguignons.
En novembre 2010, il est présélectionné en Equipe de France A.
En juin 2011, Cédric Hengbart est très convoité. Le nouveau président de l'AJ Auxerre, Gérard Bourgoin veut à tout prix le conserver dans son effectif. Après une semaine de réflexion, Cédric Hengbart décide de prolonger de deux ans avec l'AJA, il est désormais lié avec Auxerre jusqu'en juin 2014. Au mois de juillet, au cours d'un match amical, il se blesse gravement à une cheville et sa période d'indisponibilité est évaluée initialement entre huit et dix semaines, ce qui lui ferait manquer les cinq premières journées du championnat 2011-2012, cependant il est fort probable que sa période d'indisponibilité soit beaucoup plus importante. Le 9 mai 2013, il résilie son contrat avec l'AJA, mais reste à la disposition du club jusqu'à la fin de la saison.

### Fin de carrière de joueur
Le 30 mai 2013, il s'engage avec le club corse de l'AC Ajaccio, qui est relégué en fin de saison en Ligue 2. En août 2014, il signe avec Kerala Blasters en Indian Super League, un championnat nouvellement créé en Inde. Il y est capitaine et y côtoie David James, nommé entraîneur-joueur. Après avoir joué dans deux clubs professionnels différents au cours de l'année 2014 et ne trouvant pas de club dont la saison commence en janvier, il revient en France, à l'USON Mondeville, le club de ses débuts, qui évolue en division d'honneur.
Estimant avoir fait une « très, très bonne saison » avec Kerala, il espère être de nouveau contacté pour participer à la seconde édition de l'Indian Super League. En juillet 2015, NorthEast United FC annonce son recrutement. En 2016, il fait une nouvelle saison d'ISL avec Kerala et atteint la finale du championnat, qui se termine sur une séance de tirs au but. Hengbart, dernier tireur de son équipe, voit sa tentative arrêtée par le gardien.
Quelques semaines plus tard, en janvier 2017, il rejoint le Mosta FC qui occupe l'avant-dernière place du championnat maltais. Malgré une blessure qui le tient éloigné des terrains pendant deux mois et demi, il participe au maintien du club. Il met alors fin à sa carrière de joueur professionnel.

### Reconversion comme entraîneur
Peu après sa retraite sportive en 2017, Hengbart revient en France pour se consacrer à une nouvelle carrière de formateur et d’entraîneur. Il rejoint l'AS Chablis, club de district de l'Yonne, où il habite, comme joueur et entraîneur, d'abord adjoint, puis principal lors de la saison 2018-2019. En juin 2019 il est nommé entraîneur-adjoint des U17 de son ancien club, le SM Caen. En fin de saison 2020-2021, après le renvoi de Pascal Dupraz, il devient l'adjoint de Fabrice Vandeputte en équipe première, en Ligue 2.
En juin 2021, après un an de formation au CNF Clairefontaine, il est diplômé du DESJEPS mention football.
En 2022 il est nommé entraîneur de Blois Foot 41, en National 2 et en 2025 de l'US Avranches (National 2).

## Statistiques
| Saison    | Club            | Pays | Championnat | Championnat | Championnat | Coupe de France | Coupe de France | Coupe de la ligue | Coupe de la ligue | Coupe d’Europe | Coupe d’Europe | Coupe d’Europe |
| Saison    | Club            | Pays | Div.        | Matchs      | Buts        | M               | B               | M                 | B                 | Comp.          | M              | B              |
| --------- | --------------- | ---- | ----------- | ----------- | ----------- | --------------- | --------------- | ----------------- | ----------------- | -------------- | -------------- | -------------- |
| 1999-2000 | USON Mondeville |      | CFA 2       | -           | -           | -               | -               | -                 | -                 | -              | -              |                |
| 2000-2001 | USON Mondeville |      | CFA         | 31          | 1           | -               | -               | -                 | -                 | -              | -              | -              |
| 2001-2002 | SM Caen         |      | L2          | 23          | 1           | 1               | 0               | 1                 | 0                 | -              | -              | -              |
| 2002-2003 | SM Caen         |      | L2          | 37          | 0           | 1               | 0               | 1                 | 0                 | -              | -              | -              |
| 2003-2004 | SM Caen         |      | L2          | 37          | 2           | 3               | 0               | 1                 | 0                 | -              | -              | -              |
| 2004-2005 | SM Caen         |      | L1          | 30          | 2           | 1               | 0               | 3                 | 0                 | -              | -              | -              |
| 2005-2006 | SM Caen         |      | L2          | 32          | 1           | 0               | 0               | 3                 | 1                 | -              | -              | -              |
| 2006-2007 | SM Caen         |      | L2          | 37          | 4           | 1               | 0               | 1                 | 0                 | -              | -              | -              |
| 2007-2008 | SM Caen         |      | L1          | 33          | 2           | 1               | 0               | 2                 | 0                 | -              | -              | -              |
| 2008-2009 | AJ Auxerre      |      | L1          | 36          | 2           | 0               | 0               | 2                 | 0                 | -              | -              | -              |
| 2009-2010 | AJ Auxerre      |      | L1          | 37          | 5           | 4               | 1               | 1                 | 0                 | -              | -              | -              |
| 2010-2011 | AJ Auxerre      |      | L1          | 28          | 1           | 1               | 0               | 2                 | 1                 | C1             | 7              | 1              |
| 2011-2012 | AJ Auxerre      |      | L1          | 27          | 1           | 1               | 0               | 1                 | 0                 | -              | -              | -              |
| 2012-2013 | AJ Auxerre      |      | L2          | 34          | 2           | 1               | 0               | 4                 | 1                 | -              | -              | -              |
| 2013-2014 | AC Ajaccio      |      | L1          | 24          | 0           | 2               | 0               | -                 | -                 | -              | -              | -              |
| 2014-2015 | AC Ajaccio      |      | L2          | 3           | 0           | -               | -               | 1                 | 0                 | -              | -              | -              |

## Palmarès
- Finaliste de la Coupe de la Ligue 2005 : SM Caen - RC Strasbourg, le 30 avril 2005 au Stade de France
- Vice-champion de France de Ligue 2 : 2004 et 2007
- Nommé dans l'équipe type de Ligue 2 lors de la soirée des Trophée UNFP pour la saison 2006-2007 (SM Caen)